# Хорхе Муриљо
Хорхе Марио Муриљо Валдез (шп. Jorge Mario Murillo Valdés; Гранада, 7. септембар 1991) колумбијски је пливач чија специјалност су трке прсним стилом. Вишеструки је национални првак, учесник светских првенстава и Олимпијских игара.

## Спортска каријера
Муриљо је присутан на међународној спортској сцени још од светског првенства у Риму 2009, а такмичио се и на светским првенствима у Шангају 2011, Барселони 2013, Казању 2015, Будимпешти 2017. и Казању 2019. године. Такође се такмичио и на неколико светских првенстава у малим базенима. 
Учествовао је на Олимпијским играма у Рију 2016, где је наступио у тркама на 100 прсно (16. место у полуфиналу) и 200 прсно (28. место у квалификацијама). 
Највеће успехе у каријери постизао је на Панамеричким играма, у Гвадалахари 2011, Торонту 2015. и Лими 2019, успевши да се на сва три издања пласира у финала на 100 и 200 прсно. Освојио је неколико медаља на Карипско-средњоамеричким и Јужноамеричким играма. 